# Kelly Joe Phelps
Kelly Joe Phelps (Summer, Washington, 5 de octubre de 1959- Iowa, 31 de mayo de 2022) fue un guitarrista y compositor estadounidense, cuya música se caracteriza por combinar el jazz con el delta blues.

## Carrera
Creció en Sumner, una pequeña localidad agrícola del Estado de Washington. Aprendió de su padre a tocar al piano y la batería canciones de música folk y country. A la edad de doce años comenzó a tocar la guitarra.
Centró su atención en el free jazz tomando como músicos de referencia a Ornette Coleman, Miles Davis, y John Coltrane. Pasó diez años como intérprete de jazz, fundamentalmente como bajista, antes de convertirse en guitarrista de blues, tras escuchar a grandes maestros del blues acústico como Fred McDowell y Robert Pete Williams.
Inicialmente ganó notoriedad por sus "solos" de slide guitar, los cuales realizaba colocándose la guitarra en posición horizontal sobre sus rodillas y presionando los trastes con una pesada barra de acero. Inspirado por el nacimiento de su hija Rachel en 1990, Phelps comenzó a escribir canciones. En 1995, publicó Lead Me On, su álbum debut, que tuvo muy buena acogida por parte de la crítica. En este trabajo, el guitarrista combina con maestría sus propias composiciones con canciones tradicionales como "Motherless Children" y "Fare Thee Well."
Su segundo álbum, influido por la música góspel, Roll Away the Stone fue publicado en 1997. A este le siguió en 1999, Shine Eyed Mister Zen.
Su cuarto trabajo, Sky Like a Broken Clock, apareció en 2001. En esta ocasión se le unió un bajista y un batería. Con el fin de lograr una mejor orquestación, para su siguiente trabajo, Slingshot Professionals, lanzado en 2003, contó además con músicos adicionales a la guitarra, mandolina, violín y acordeón.
En 2005, Phelps publicó su primer álbum en vivo, Tap the Red Cane Whirlwind, seguido el año siguiente por el álbum de estudio Tunesmith Retrofit. En 2009 publicó un álbum instrumental titulado Western Bell. Paralelamente al lanzamiento este disco, comenzó a grabar la gira de conciertos junto a la cantautora norteamericana Corinne West. En enero de 2013, anunció que se tomaba un descanso de la gira debido una neuropatía cubital detectada en su mano y brazo derecho.

## Discografía
- Lead Me On, 1994 (Burnside Records)
- Roll Away the Stone, 1997 (Rykodisc Records)
- Shine Eyed Mister Zen, 1999 (Rykodisc Records)
- Sky Like a Broken Clock, 2001 (Rykodisc Records)
- Beggar's Oil (EP), 2002 (Rykodisc Records)
- Slingshot Professionals, 2003 (Rykodisc Records)
- Tap the Red Cane Whirlwind, 2005 (Rykodisc / True North Records)
- Tunesmith Retrofit, 2006 (Rounder)
- Western Bell, 2009 (Black Hen Music)
- Magnetic Skyline (EP with Corinne West), 2010 (Make Records)
- Brother Sinner and the Whale, 2012
- Roll Away The Blues: The Very Best of, 2013 (Nascente Records, covering 1994-2005)

### Colaboraciones
- Paul Curreri: Songs for Devon Sproule (City Salvage Records) – productor, slide guitar en "Crozet Trestle Bridge"
- Zubot and Dawson: Chicken Scratch (True North Records) – voz y guitarra acústica en "Hellhound on My Trail" y "May You Never"
- Jay Farrar: Sebastopol (Artemis Records) – slide guitar en "Outside The Door"
- Rory Block: I'm Every Woman (Rounder Records) – slide guitar y coros en "Pretty Polly"
- Linda Tillery and The Cultural Heritage Choir: Say Yo' Business (a live recording) (Earthbeat Records R2 76762) – slide guitar en "Spirituals Medley", slide guitar y coros en "Ain't No Mo' Cane On Dis Brazos"
- Tim O'Brien: The Crossing (Alula Records ALU-1014) – slide guitar on "John Riley"
- Greg Brown: Slant 6 Mind (Red House Records RHR CD 98) – lap steel guitar en "Speaking in Tongues", slide guitar en "Vivid"
- Greg Brown: Further In (Red House Records RHR CD 88) – slide guitar en "Small Dark Movie", "Think About You", "China" y "Someday When We're Both Alone"
- Tony Furtado: Roll My Blues Away (Rounder Records CD 0343) – coros y slide guitar en "Willow Tree" y "Boat's up the River", slide guitar en "The Stark Raven" y "Bolinas"
- Tony Furtado Band (Cojema Music CM-CD2001) – voz en "False Hearted Lover", "Raleigh and Spencer" y "Mollie and Tenbrooks"
- Martin Simpson: Cool & Unusual (Red House Records RHR CD110)
- Louise Taylor: Ride (Signature Sounds SIG 1241) – slide guitar en "Roll Away Car" y "Islamorada"
- Bo Ramsey: In the Weeds (Trailer Records trailer 10) – steel guitar en "Precious" y "King of Clubs"
- Townes Van Zandt: The Highway Kind (Normal Records (Francia) 201 CD) – dobro en "Banks of the Ohio" y "Ira Hayes"